# Sperry Corporation
Die Sperry Corporation war ein 1910 gegründetes US-amerikanisches Unternehmen, in dem unter anderem Elektronikartikel, Computer, Landmaschinen und Hydraulikausrüstungen hergestellt wurden. Im Jahr 1986 fusionierte Sperry mit der Burroughs Corporation. Die Geschäftsbereiche beider Unternehmen wurden unter dem Namen Unisys vereint.

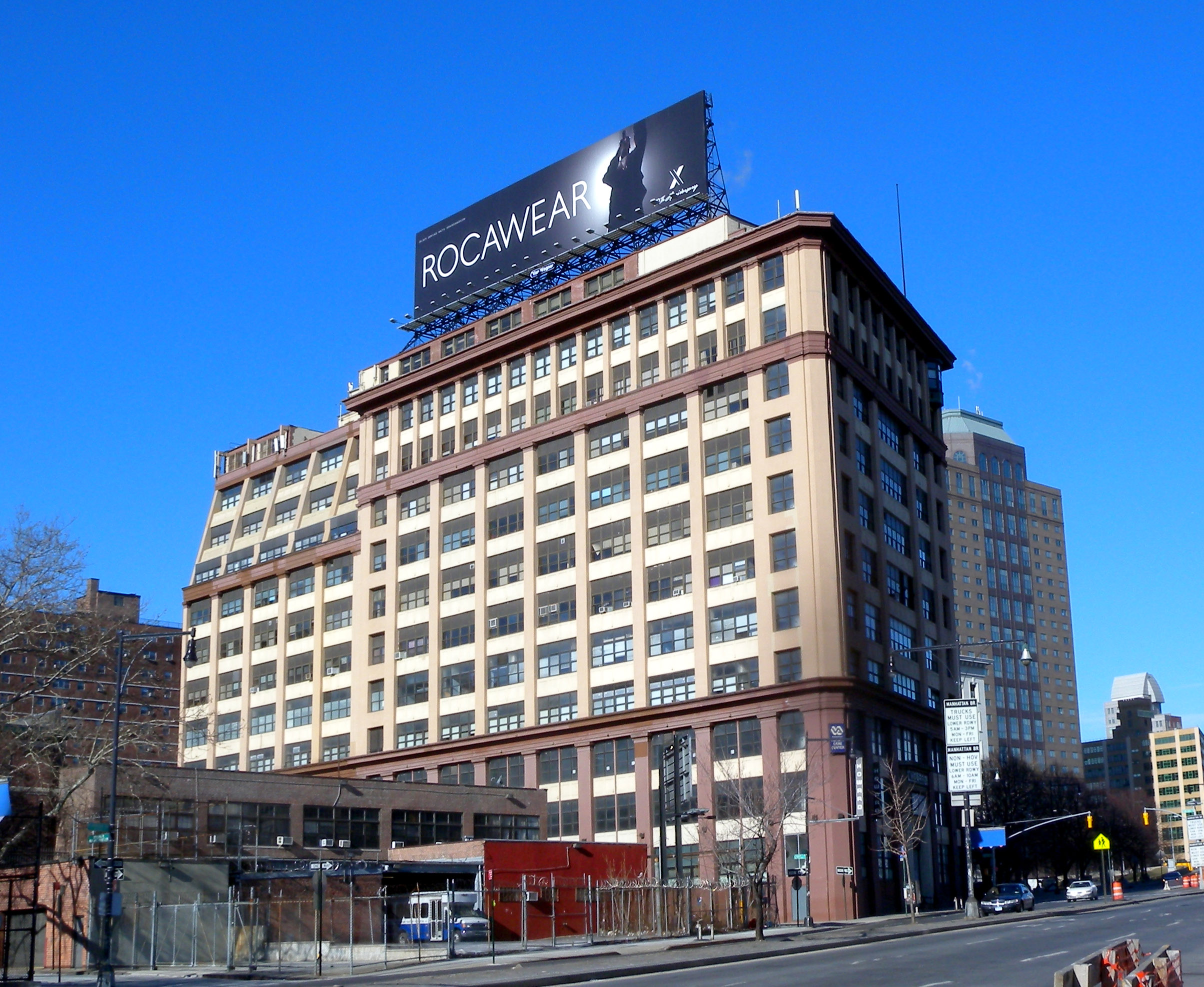
Fabrikgebäude der Sperry Corp. in Brooklyn, New York

## Firmengeschichte

### Anfänge
Das Unternehmen wurde 1910 als Sperry Gyroscope Company von Elmer Ambrose Sperry für die Fertigung von nautischen Navigationsgeräten, wie Gyroskopen oder Kreiselkompassen gegründet. Für seinen Kreiselkompass (englisch gyrocompass) hatte Sperry 1908 ein US-Patent erhalten. Beim Versuch, Kreiselkompass-Systeme an die deutsche Kaiserliche Marine zu verkaufen, kam es 1914 zu einem Patentstreit mit Hermann Anschütz-Kaempfe, bei dem Albert Einstein als Gutachter hinzugezogen wurde. Einstein sprach sich letztlich gegen Sperry aus.
- 1918 trennte sich Lawrence Sperry von seinem Vater Elmer Ambrose und gründete die Lawrence Sperry Aircraft Company, ein Unternehmen für Flugnavigationskomponenten, die auch sein neues Autopilot-System herstellte und vertrieb.
- 1924 nach dem Tod von Lawrence Sperry am 13. Dezember 1923 wurden die Unternehmen von Vater und Sohn wieder zusammengeführt.
- 1933 hieß das Unternehmen Sperry Corporation, es war nunmehr eine Holding, zu welcher viele Unternehmen gehörten, z. B. die ursprüngliche
  - Sperry Gyroscope
  - Ford Instrument Company
  - Intercontinental Aviation und andere

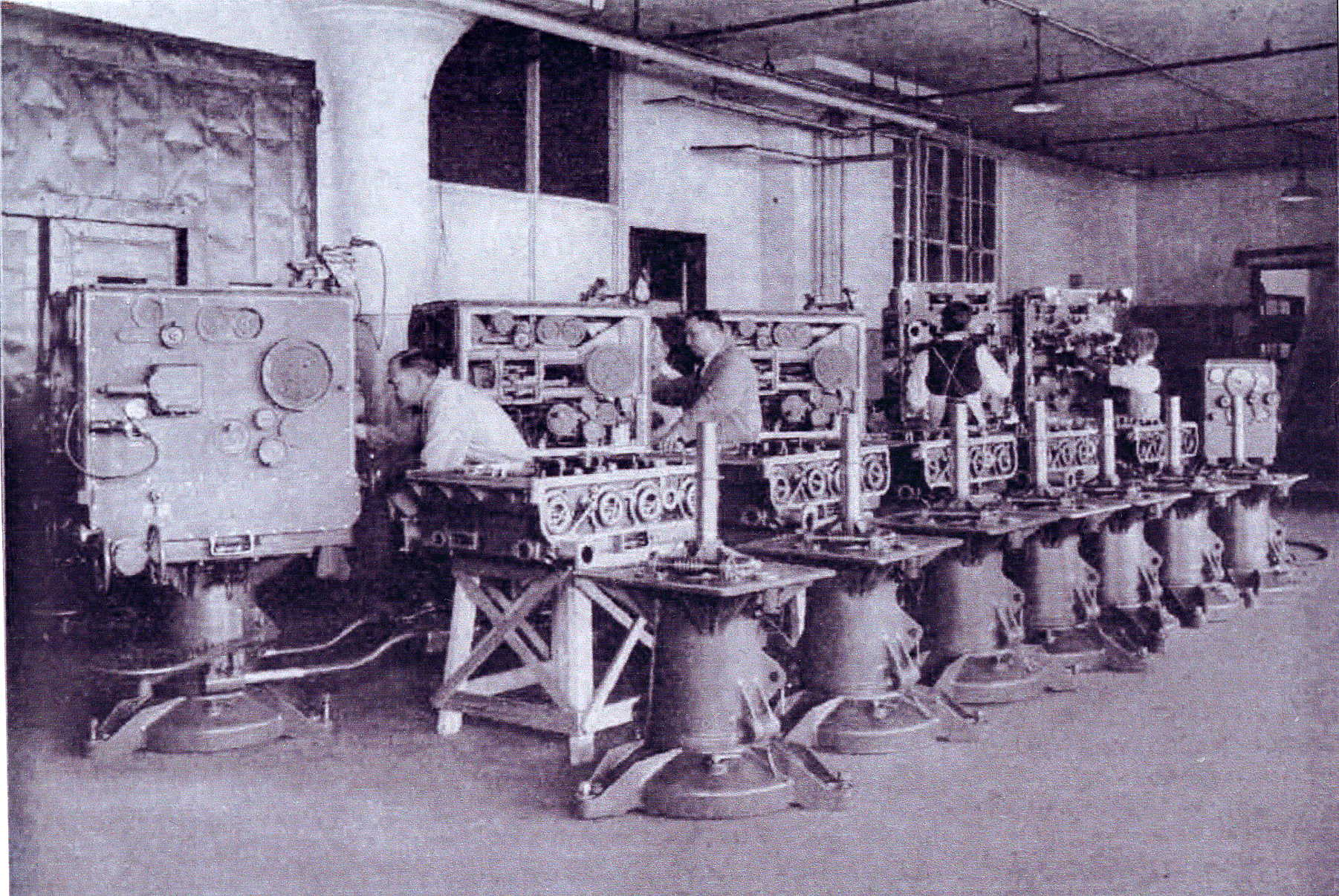
Produktion von M2-Feuerleitanlagen bei Sperry

Das Unternehmen wuchs im Zweiten Weltkrieg als Folge der Kriegswirtschaft; es spezialisierte sich auf Hochtechnologie wie Zielgeräte für Bomben, luftgestützte Radarsysteme und automatische Start- und Landesysteme. Darunter war auch der als „Ball Turret“ bekannt gewordene kugelförmige Geschützturm, der in der Boeing B-17 Flying Fortress und der Consolidated B-24 Liberator eingesetzt wurde. Nach dem Krieg verschob sich das Interesse auf Elektronik und Computersysteme.
- 1937 durch Aktientausch wurde die Vickers Inc. Teil der Holding, Harry Vickers wurde Vizepräsident.
- 1947 wurde der Land- und Baumaschinenhersteller New Holland aufgekauft.
- 1953 wurde der erste digitale Computer (SPEEDAC) gebaut.

### Sperry Rand
1955 erwarb Sperry das Unternehmen Remington Rand und nannte sich fortan Sperry Rand. Zu Remington gehörte seit 1950 eine von den ENIAC-Entwicklern J. Presper Eckert und John William Mauchly aufgebaute Computerabteilung, die nach der Zugehörigkeit zu Remington den UNIVAC I entwickelte. Sie wurde durch den Zukauf von Engineering Research Associates (ERA) verstärkt um das Know-how für Trommelspeicher, einem Vorläufer von Festplattenspeichern. Auf dieser Basis entwickelte Sperry Rand die UNIVAC-Computerserie weiter.
Sperry Rands Univac gehörte zu Gruppe jener Hersteller, die unter dem Kürzel BUNCH (für Burroughs, Univac, NCR, CDC, Honeywell) in den 1960er- und 1970er-Jahren mit Großrechnern in Konkurrenz zu IBM standen. Besonders erfolgreich waren Univac-Rechner bei Luftfahrtunternehmen, die darauf ihre Buchungssysteme betrieben.
1978 beschloss Sperry Rand, sich auf das Geschäftsfeld Computer zu konzentrieren, und verkaufte Remington Rand Systems, Remington Rand Machines, die Ford Instrument Company, Sperry Aerospace und Sperry Vickers. Das Wort „Rand“ wurde aus dem Namen gestrichen; fortan hieß das Unternehmen wieder Sperry Corporation. Der Geschäftsbereich UNIVAC nannte sich fortan Sperry Univac und einige Zeit später einfach Sperry.
1984 verkaufte Sperry die Hydraulik-Sparte Sperry Vickers an Libbey-Owens-Ford.

#### Produkte (Auswahl)
- AN/FPS-35
- AN/TPS-44
- AN/USQ-20
- Naval Tactical Data System

### Übernahme durch Burroughs
Im Jahr 1986 fusionierte Sperry mit der Burroughs Corporation. Die Geschäftsbereiche beider Unternehmen wurden unter dem Namen Unisys vereint; die traditionsreichen Namen Sperry und Burroughs wurden aufgegeben. Die anderen Geschäftsbereiche von Sperry, wie Sperry New Holland, Sperry Gyroscope, Sperry Vickers, Sperry Marine und Sperry Flight Systems, wurden nach der Verschmelzung verkauft.